# Pierre Lorquet
 (avril 2023).
Si vous disposez d'ouvrages ou d'articles de référence ou si vous connaissez des sites web de qualité traitant du thème abordé ici, merci de compléter l'article en donnant les références utiles à sa vérifiabilité et en les liant à la section « Notes et références ».
Pour les articles homonymes, voir Lorquet.
Pierre Lorquet est un écrivain belge bruxellois né à Liège en 1966.

## Biographie
Metteur en scène et scénariste de formation, il travaille cinq ans comme régisseur de théâtre pour des compagnies belges, françaises et italiennes. Après quoi, il reprend des études de scénario durant lesquelles il rencontre Luc Malghem, avec qui il publiera deux romans (dont Journal du chômeur en 1999) et réalisera plusieurs fictions radiophoniques. Auteur de nouvelles policières régulièrement primées, il écrit également pour la télévision et pour le théâtre.
Il reçoit en 1996 le Grand prix de la nouvelle policière (Communauté Française Wallonie/Bruxelles - RTBF), et le Prix triennal de théâtre de la Fédération Wallonie-Bruxelles, 2012-2015 pour Alberto est communiste.
Avec Luc Malghem et Sabine Ringelheim, il a fondé le Collectif 1chat1chat.
Avec ce collectif, il coréalise le film En marche - Histoire de l'homme-machine, « sorti en avril 2022, le film oscille entre fiction et documentaire ».

## Romans
- Hôtel des Somnambules, roman, avec Luc Malghem, éditions Luc Pire, 2003.
- Journal du Chômeur[3], roman, avec Luc Malghem, éditions Quorum, 1999.

## Théâtre
- Alberto est communiste, prix de littérature dramatique de la province de Liège, 2007.
- Alain l'Africain, monologue d'après la fiction radiophonique éponyme, avec Luc Malghem et Sabine Ringelheim, 2006.
- Ça y est je pleure, in La Scène aux ados 3, éditions Lansman, 2006.
- La soustraction, 2006.
- La Dégradation des communs, in La Scène aux ados 2, éditions Lansman, 2004.

## Fictions radiophoniques
- Requiem pour un bon élève, Pierre Lorquet et Sabine Ringelheim, RTBF/FACR, 2018 (grand prix de l'écriture radiophonique SDGL 2019 - Société des Gens de Lettres).
- Dans la tour, avec Luc Malghem et Sabine Ringelheim, RTBF, 2014
- Histoire de la femme creuse, avec Pierre Lorquet et Sabine Ringelheim, RTBF/FACR, 2009.
- Noce de Chiens, avec Luc Malghem et Sabine Ringelheim, RTBF, 2007 (prix de la réalisation, festival "les Radiophonies", 2007).
- Alain l'Africain, avec Luc Malghem  et Sabine Ringelheim, RTBF, 2005 (prix de la création radiophonique SACD Belgique 2005).
- Trois journées dans la vie des Belges, avec Luc Malghem et Sabine Ringelheim, RTBF, 2003.

## Cinéma
- En Marche - Histoire de l'homme-machine[4], fiction, 80", avec Alain Eloy, Pierre Lorquet, Sabine Ringelheim et Pierre Schonbrodt, Eklektik Productions avec Zorobabel, le GSARA et le Centre Librex, 2021 (41e festival de l’Acharnière - Lille – Prix de l’innovation)

## Prix et distinctions
- Grand prix de la nouvelle policière  1996 (Communauté Française Wallonie/Bruxelles - RTBF)[2]
- Prix triennal de théâtre de la Fédération Wallonie-Bruxelles, 2012-2015 pour Alberto est communiste[2]